# Paramecera epinephele
Paramecera epinephele är en fjärilsart som beskrevs av Felder 1867. Paramecera epinephele ingår i släktet Paramecera och familjen praktfjärilar. Inga underarter finns listade i Catalogue of Life.